# Trnava (stacja kolejowa)
Trnava – najważniejsza stacja kolejowa w Trnawie, położona w kraju trnawskim, na Słowacji. Stacja znajduje się na linii kolejowej nr 120 Bratysława - Żylina. Stanowi ważny węzeł komunikacji kolejowej w skali kraju. Oprócz głównej magistral, początek tutaj mają dwie inne linie kolejowe: nr 116 do Kúty oraz 133 do Sereďu i Galanty. Obecny budynek dworca wraz z nowo wybudowanymi peronami został otwarty 17 listopada 1989. Pierwotny budynek był położony około 400 m na zachód. Operatorem stacji, tak jak całej infrastruktury kolejowej na Słowacji jest Železnice Slovenskej republiky.